# 佐々木郵便局
佐々木郵便局（ささきゆうびんきょく）は、新潟県新発田市にある郵便局。
かつては集配郵便局であったが、現在は無集配郵便局となっている。

## 概要
住所：〒957-0071 新潟県新発田市曽根居裏82-2

## 沿革
- 1882年（明治15年）
  - 10月20日 - 五等郵便局の掘割郵便局として開局[1]。
  - 12月28日 - 佐々木郵便局に改称[1]。
- 1885年（明治18年）10月1日 - 貯金預所設置[2]。
- 1886年（明治19年）
  - 4月15日 - 貯金預所廃止[3]。
  - 4月26日 - 三等郵便局となる[4]。
- 1899年（明治32年）
  - 1月1日 - 郵便貯金事務開始[5]。
  - 3月16日 - 郵便為替事務開始[6]。
  - 4月1日 - 電信為替事務開始[7]。
  - 12月1日 - 小包郵便取扱開始[8]。
- 1912年（大正元年）11月16日 - 電話通話事務開始[9]。
- 1915年（大正4年）6月26日 - 電信事務開始[10]。
- 1936年（昭和11年）
  - 5月1日 - 電話事務開始[11]。
  - 7月1日 - 電話交換業務開始[12]。
- 1958年（昭和33年）3月31日 - 国際、国内欧文電報受付及び配達事務廃止、新発田電報電話局に移管[13]。
- 1961年（昭和36年）5月11日 - 電話交換業務廃止、新発田電報電話局に移管[14]。
- 1968年（昭和43年）8月25日 - 和文電報配達業務廃止、新発田電報電話局に移管[15]。
- 1983年（昭和58年）2月21日 - 新発田市佐々木から同市曽根に移転[16]。
- 1990年（平成2年）3月12日 - 集配業務の全部を聖籠郵便局へ移管、無集配局となる[17]。

## 周辺
- 佐々木駅
- 新発田警察署佐々木駐在所